# Pous (Gard)
Pous (en francès Poulx) és un municipi francès situat al departament del Gard i a la regió d'Occitània.